# Distintivo per la repressione della guerriglia partigiana
Il distintivo per la repressione della guerriglia partigiana (Bandenkampfabzeichen) fu un distintivo usato nel periodo della seconda guerra mondiale dalla Germania nazista. È un distintivo di guerra unico nel suo genere per il fatto che è l'unico a essere stato istituito dalle SS / Polizia e non dalle Forze armate e, come tale, fu introdotto dal Reichsführer-SS Heinrich Himmler il 30 gennaio 1944.
Il distintivo era un premio di riconoscenza per coloro che avevano preso parte alla lotta contro la crescente minaccia partigiana, che causava problemi nelle zone occupate dalle forze armate tedesche insieme ai suoi alleati.
Il distintivo fu di solito associato principalmente al combattimento contro partigiani sovietici in Europa orientale e contro i partigiani jugoslavi di Josip Broz Tito, ma fu destinato a tutti coloro che avevano visto l'azione contro partigiani su tutti i fronti. Questa onorificenza era destinata a tutti coloro che avevano combattuto contro i partigiani e soddisfatto i criteri di assegnazione appropriati (parzialmente riportati più in basso), quindi destinata ai membri del personale dell'Esercito, della Marina, della Luftwaffe, delle unità SS e della polizia.
Il modello del distintivo per la lotta antipartigiana era basato sull'insegna dei Freikorps di Slesia del 1919.
Il design del distintivo era costituito da una corona ovale verticale di foglie di quercia. La parte inferiore del recto mostrava un serpente multitesta che si contorce, in rappresentanza dei partigiani o "banditi", come Hitler insisteva a chiamarli. Immerso in verticale nei serpenti vi era un'ampia spada a lama con una svastica nella guardia. Alla base della corona si trova un teschio. Himmler riservò per se stesso il diritto di consegnare i distintivi in oro.
Il primo a riceverla fu lo SS-Obersturmführer Erich Kühbandner appartenente alla 24ª Divisione delle SS, fondata per combattere nello specifico le attività partigiane nelle Alpi Carniche e Giulie.
Il distintivo per la repressione della guerriglia partigiana fu rilasciato in tre versioni:
- Bronzo, per 20 giorni di combattimento.
- Argento, per 50 giorni di combattimento.
- Oro, di 100 giorni di combattimento.

Per il personale della Luftwaffe in missioni di supporto alle operazioni anti-partigiane volanti:
- Bronzo, per 30 giorni di supporto
- Argento, per 75 giorni
- Oro, di 150 giorni

Il distintivo per la repressione della guerriglia partigiana veniva conferito insieme ad un documento di conferimento.